# Фернандес, Игнасио Мартин
Игнасио Мартин («Начо») Фернандес (исп. Ignacio Martín Fernández; родился 12 января 1990 года, город 9 Июля, провинция Буэнос-Айрес) — аргентинский футболист, полузащитник клуба «Ривер Плейт». Выступал за сборную Аргентины.

## Клубная карьера
Фернандес — воспитанник клуба «Химансия Ла-Плата». 2 октября 2010 года в матче против «Архентинос Хуниорс» он дебютировал в аргентинской Примере. Летом 2011 года для получения игровой практики Фернандес на правах аренды перешёл в «Темперлей». 18 сентября в поединке против «Атлетико Браун» Игнасио забил свой первый гол за клуб. После окончания аренды Фернандес вернулся в «Химнасию». 22 сентября 2012 года в поединке против «Патронато» он забил свой первый гол за команду.
В начале 2016 года Фернандес перешёл в «Ривер Плейт». Сумма трансфера составила 1,9 млн. евро. 8 февраля в матче против «Кильмеса» он дебютировал за новую команду. В своём дебютном сезоне Игнасио завоевал Южноамериканский кубок и Кубок Аргентины. В 2017 году он вновь стал обладателем национального кубка. В 2018 году завоевал с «Ривером» Суперкубок Аргентины и Кубок Либертадорес.

## Международная карьера
13 июня 2017 году в товарищеском матче против сборной Сингапура Фернандес дебютировал за сборную Аргентины.

## Достижения
- Обладатель Кубка Аргентины (3): 2015/16, 2016/17, 2018/19
- Обладатель Суперкубка Аргентины (1): 2018
- Обладатель Кубка Либертадорес (1): 2018
- Финалист Кубка Либертадорес (1): 2019
- Обладатель Рекопы Южной Америки (2): 2016, 2019